# Curry Village
Curry Village est un terrain de camping américain situé dans le comté de Mariposa, en Californie. Protégé au sein du parc national de Yosemite, il constitue un district historique inscrit au Registre national des lieux historiques sous le nom de Camp Curry Historic District depuis le 1er novembre 1979. Il est géré par Aramark.